# Stalós
Stalós, en grec moderne : Σταλός, est un village, dans le dème de La Canée et le district du même nom, en Crète, en Grèce. Selon le recensement de 2011, la population de Stalós compte 868 habitants. La localité est située à une altitude de 80 m et à une distance de 10 km de La Canée.